# Plagiohammus sargi
Plagiohammus sargi är en skalbaggsart som först beskrevs av Bates 1885.  Plagiohammus sargi ingår i släktet Plagiohammus och familjen långhorningar.
Artens utbredningsområde är Guatemala. Inga underarter finns listade i Catalogue of Life.